# Григор Караманов
Григор Димитров Караманов е български учител и обществен деец, първия кмет на Кюстендил след Освобождението.

## Биография
Роден е през 1848 година в гр. Кюстендил в семейството на чорбаджията Димитър Караманов. Има брат Алексо Караманов, който е революционер, търговец и народен представител. Димитър Караманов завършва първоначалното си образование в родния си град, а след това учи във френския лицей в Цариград. По-късно завършва Военномедицинското училище в Цариград (1867 – 71). През 1872 – 74 г. е учител в Софийското класно училище, а през 1874 – 75 г. е преподавател по история, френски и турски език в Кюстендилското класно училище. Оттогава до Освобождението редовно е избиран за училищен настоятел в града и е един от съветниците на митрополит Иларион Ловчански. При установяването на Временното руско управление в града (30 януари 1879) е избран в пръв секретар, а от 20 март – за председател (кмет) на Градския управителен съвет, която длъжност изпълнява до 31 декември 1878 г. От 1878 до 1879 г. е изборен член на Кюстендилския окръжен съд.
Депутат в Учредителното събрание „по избор“ от Кюстендилски окръг и в I велико народно събрание. Заема длъжността „почтмейстер" във варненската, русенската и софийската пощенска кантора. През 1880 г. е назначен за мирови съдия в гр. Шумен, където умира.
Като пръв кмет на Кюстендил има заслуги за уреждане административното управление (съвместно с руските власти), за настаняването и издръжката на голям брой български бежански семейства (главно от Малешевско и от Пиянечко), грижи се за опълченци, четници от четата на дядо Ильо войвода и за установяването на първата българска постоянна военна част в града. По негово време са извършени и първите благоустройствени и обществени мероприятия в града: наименуване на улиците; по главните улици и оживените кръстовища са поставени 30 фенера; съборени са много подлежащи на срутване сгради; в ремонтирания бивш конак са настанени държавните и общински управления; ремонтирана е „Чифте баня“; поправят се всички дотогавашни чешми в града, като се правят и две нови; създава се градският парк, наречен „Народната бахча“; покриват се с плочи повечето от каналите в града; Гражданите са задължени преди народни празници и тържества да поставят на къщите си български знамена и други.